# Sahuarita
Sahuarita és una població dels Estats Units a l'estat d'Arizona. Segons el cens del 2007 tenia 16.153 habitants.

## Demografia
Segons el cens del 2000, Sahuarita tenia 3.242 habitants, 1.155 habitatges, i 927 famílies La densitat de població era de 82,3 habitants/km².
Dels 1.155 habitatges en un 33,4% hi vivien nens de menys de 18 anys, en un 70,6% hi vivien parelles casades, en un 6,8% dones solteres, i en un 19,7% no eren unitats familiars. En el 15,3% dels habitatges hi vivien persones soles el 5,1% de les quals corresponia a persones de 65 anys o més que vivien soles. El nombre mitjà de persones vivint en cada habitatge era de 2,78 i el nombre mitjà de persones que vivien en cada família era de 3,09.
Per edats la població es repartia de la següent manera: un 25,6% tenia menys de 18 anys, un 7,2% entre 18 i 24, un 27,1% entre 25 i 44, un 24,7% de 45 a 60 i un 15,4% 65 anys o més.
L'edat mediana era de 38 anys. Per cada 100 dones de 18 o més anys hi havia 98,4 homes.
La renda mediana per habitatge era de 53.194 $ i la renda mediana per família de 55.338 $. Els homes tenien una renda mediana de 42.258 $ mentre que les dones 26.174 $. La renda per capita de la població era de 22.075 $. Aproximadament el 4% de les famílies i el 5,7% de la població estaven per davall del llindar de pobresa.

## Poblacions més a prop
El següent diagrama mostra les poblacions més a prop.